# Ромер, Альфред Шервуд
Альфред Шервуд Ромер (28 декабря 1894, Уайт-Плейнс, Нью-Йорк — 5 ноября 1973) — американский палеонтолог и биолог, специалист по изучению эволюции позвоночных.

## Биография
Альфред Ромер родился в США в городе Уайт-Плейнс, Нью-Йорк, в семье Гарри Хьюстона Ромера и его жены Эвелин Шервуд. Получал образование в средней школе Уайт-Плейнс.
Учился в Амхерст-колледже, получив степень бакалавра наук с отличием по биологии, затем в Колумбийском университете, получив степень M.Sc. по биологии и докторскую степень по зоологии в 1921 году. Ромер поступил на факультет геологии и палеонтологии Чикагского университета в качестве адъюнкт-профессора в 1923 году. Он был активным исследователем и преподавателем. Его программа сбора добавила важные образцы палеозоя в палеонтологический музей Уокера в Чикаго. В 1934 году он был назначен профессором биологии в Гарвардском университете. В 1946 году он стал директором гарвардского Музея сравнительной зоологии (MCZ). Ромер был избран в Американскую академию искусств и наук в 1937 году. В 1951 году он был избран в Американское философское общество. В 1954 году Ромер был награждён медалью Мэри Кларк Томпсон от Национальной академии наук, членом которой он был. Также он был награждён медалью Даниэля Жиро Эллиота академии в 1956 году. В 1961 году Ромер получил премию Golden Plate от Американской академии достижений.

## Эволюционные исследования
Ромер был увлеченным практиком эволюции позвоночных. Сравнивая факты из палеонтологии, сравнительной анатомии и эмбриологии, он рассказал об основных структурных и функциональных изменениях, которые произошли во время эволюции рыб от предковых наземных позвоночных, а от них — ко всем другим четвероногим. Он всегда подчеркивал эволюционное значение взаимосвязи между формой и функциями животных и окружающей средой.
В своем учебнике по палеонтологии позвоночных Ромер заложил основы традиционной классификации позвоночных. Он собрал воедино широко разрозненную в то время систематику различных групп позвоночных и объединил их в единую схему, подчеркнув упорядоченность и обзорность. Основываясь на своих исследованиях ранних амфибий, он реорганизовал лабиринтодонтов. Классификации Ромера придерживались многие последующие авторы, в частности Роберт Кэрролл, и она используется до сих пор.